# Diasystem
Diasystem – analiza lingwistyczna ustanowiona w celu zdekodowania lub przedstawienia kilku spokrewnionych odmian językowych i uwydatnienia ich różnic strukturalnych.
Termin „diasystem” został stworzony przez dialektologa Uriela Weinreicha i upubliczniony w pracy z 1954 r. Uczynił to w ramach inicjatywy zabiegającej o poszerzenie perspektyw teorii strukturalistycznej i włączenie do niej analizy dialektologicznej, co miało pomóc w zrozumieniu zjawiska zróżnicowania dialektalnego. Pod koniec lat 50. propozycja Weinreicha zaowocowała badaniami mającymi na celu jej weryfikację. Uznano jednak, że koncepcja ta jest trudna do uzasadnienia, przynajmniej w kontekście strukturalizmu. Po pojawieniu się teorii generatywnej w latach 60. badacze próbowali zastosować podejście generatywne przy opracowywaniu wyjaśnień diasystemowych; jednakże również to nie przyniosło pozytywnego rezultatu.
Część socjolingwistów stoi na stanowisku, że idea diasystemu jako środka włączającego wariację w teorię lingwistyczną została wyparta przez pojęcie zmiennej językowej, wprowadzone przez Williama Labova. W związku z tym koncepcja ta nie była nigdy częścią żadnej znaczącej teorii językowej, a termin ten znajduje ograniczone zastosowanie w językoznawstwie.
W innym ujęciu diasystem to system zawierający kilka podsystemów o tym samym rodzaju. Na przykład diasystem fonologiczny języka narodowego zawiera w sobie systemy fonologiczne poszczególnych dialektów terytorialnych.